# Molí d'Hostafrancs
El Molí d'Hostafrancs és una obra d'Hostafrancs, al municipi dels Plans de Sió (Segarra), inclosa a l'Inventari del Patrimoni Arquitectònic de Catalunya.

## Descripció
Antic molí fariner que està situat a la sortida del nucli urbà, pel camí del Molí en direcció al cementiri del poble, passat el riu Sió a l'esquerra. Actualment no queda cap resta de la primitiva construcció perquè va desaparèixer amb l'ampliació i remodelació del traçat del camí del Molí.
Les úniques restes que queden és un tram de mur corresponent al traçat de l'antiga bassa del molí, que actualment delimita una parcel·la de conreu cerealístic. L'obra presenta un parament paredat de pedres irregulars rejuntades amb morter.

## Història
El molí fariner segarrenc necessitava una gran bassa per poder emmagatzemar el màxim d'aigua pel seu funcionament. Una de les parts més importants era el cacau, que es bastia a un extrem de la bassa i tenia com a funció regular la pressió de l'aigua en la seva caiguda. Del cacau l'aigua passava d'un canal a un rodet, generalment de fusts i disposat horitzontalment. El moviment giratori del rodet es transmetia a l'eix de fusta, eix que tenia el seu extrem superior la nadilla o hèlix de ferro que encaixava a la mola superior. Aquesta pedra girava sobre la mola inferior fixada. La pressió de les dues moles convertia el gra amb farina.